# Museo de Prehistoria de Orce

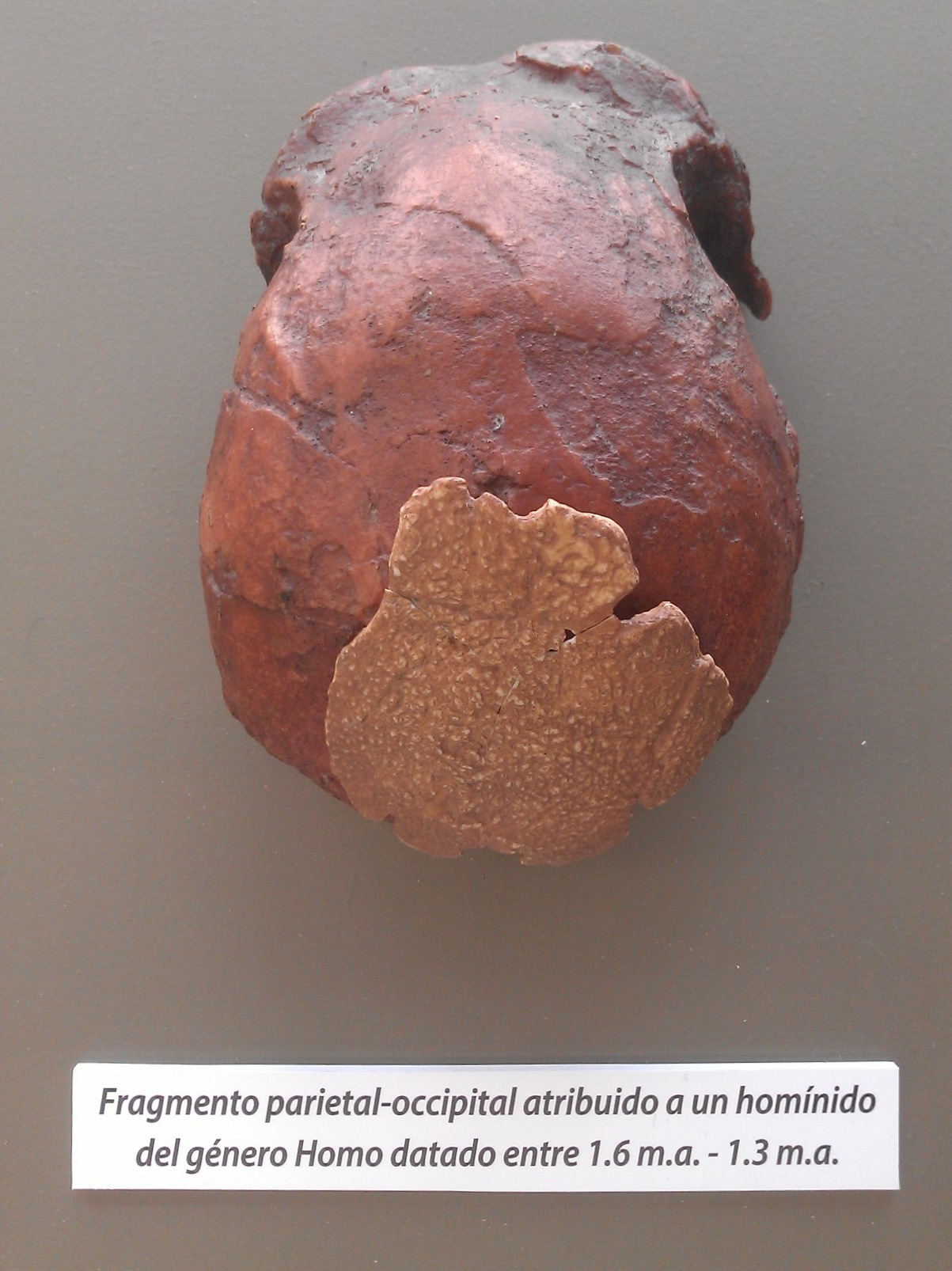
Réplica del hueso catalogado como VM-0 y llamado Hombre de Orce. Atribuido por ciertos expertos al género Homo.

El Museo de Prehistoria de Orce es una institución española dedicada a mostrar los descubrimientos hechos en los yacimientos de la región de Orce, provincia de Granada. Al día de la inauguración, el nombre oficial era Centro de Interpretación Primeros Pobladores de Europa Josep Gibert, en honor al  paleoantropólogo Josep Gibert, quien dedicó muchos de sus años profesionales a la excavación en los yacimientos de la región de Orce.
Aloja, desde agosto de 2015, la colección que hasta su inauguración estuvo en el Palacio de los Segura y anteriormente en la torre del castillo, ambos en la misma localidad, que se habilitaron años antes para este fin.

## Salas

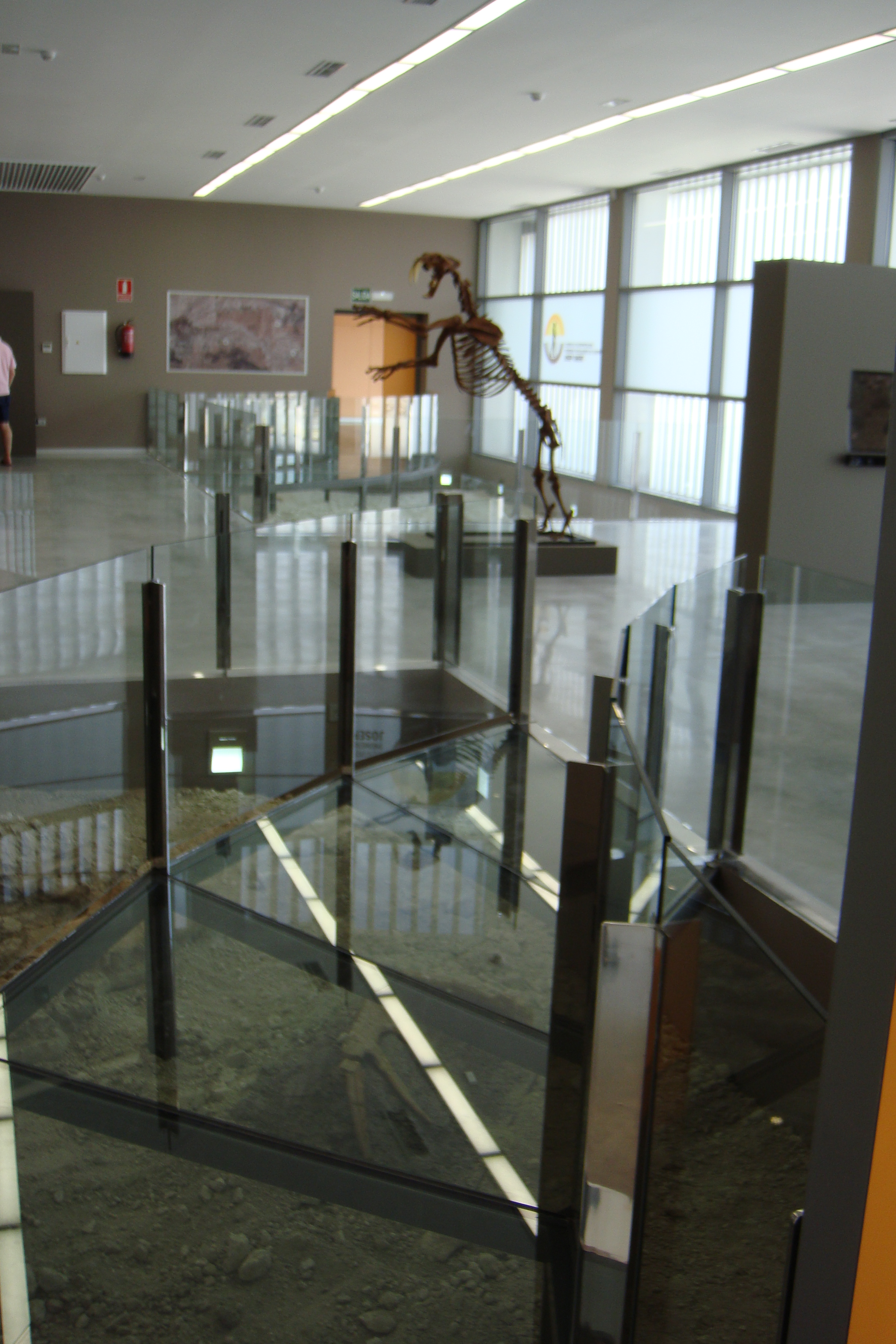
Sala principal.
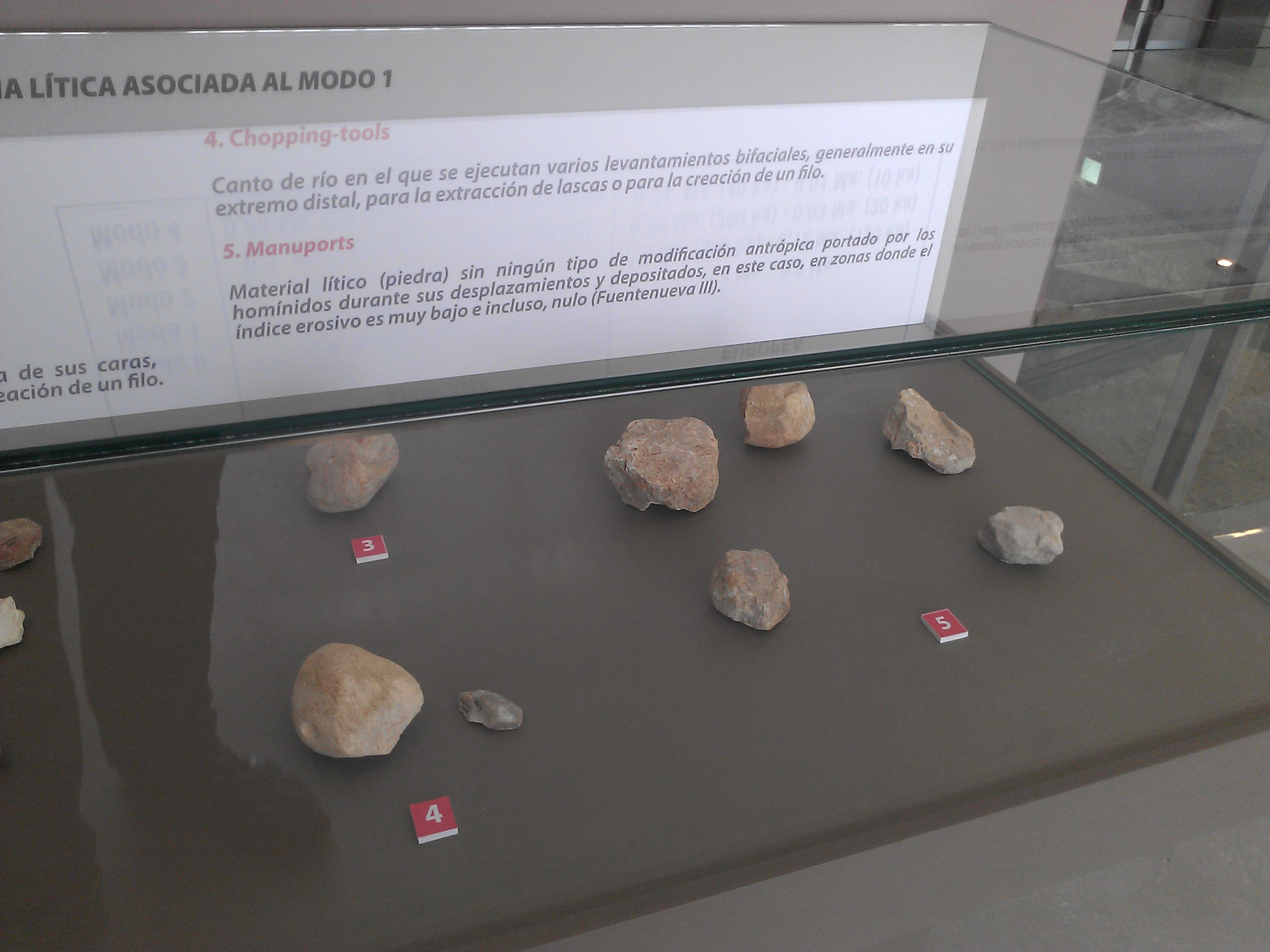
Industria lítica del Pleistoceno.
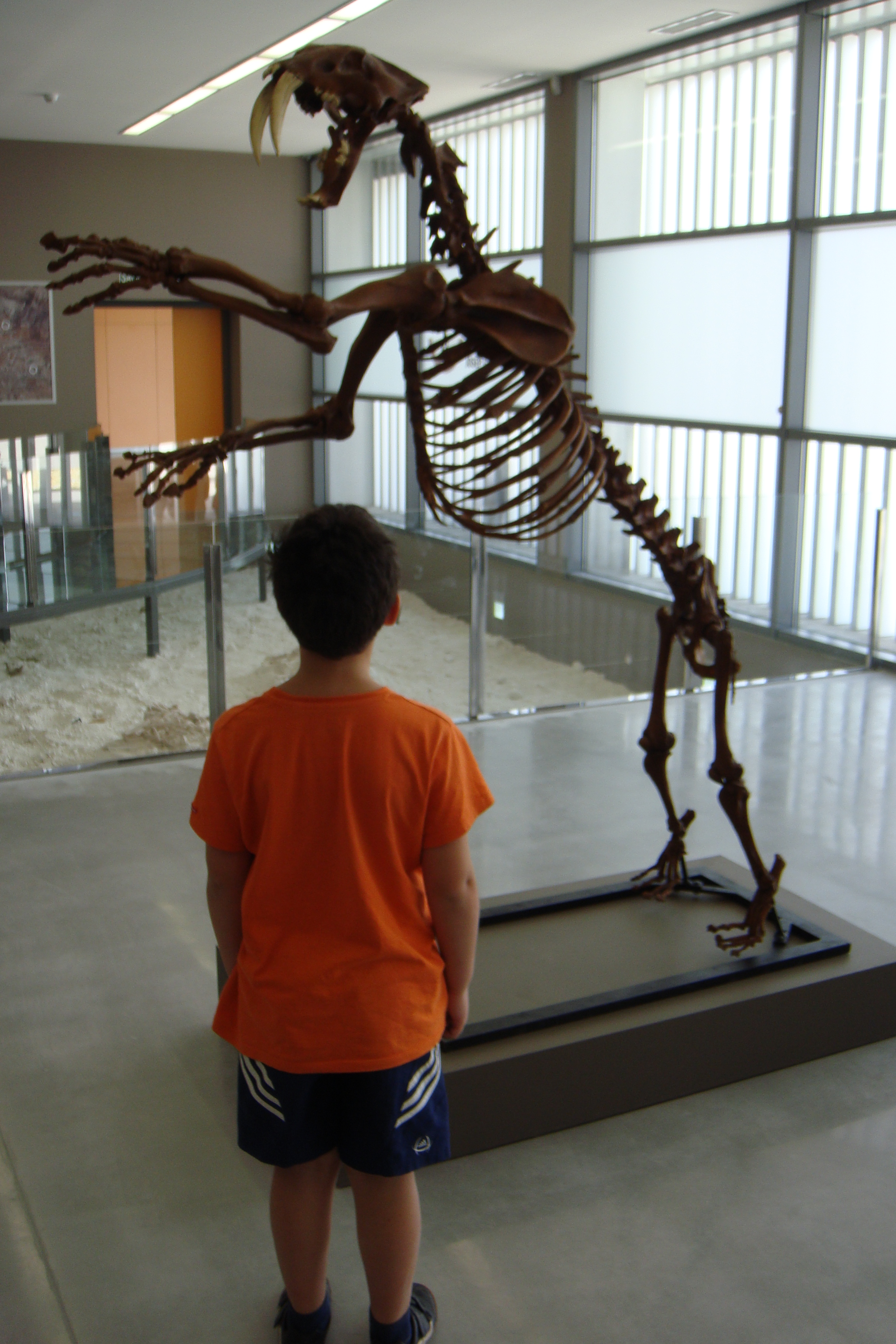
Tigre dientes de sable (reproducción) en la sala principal.
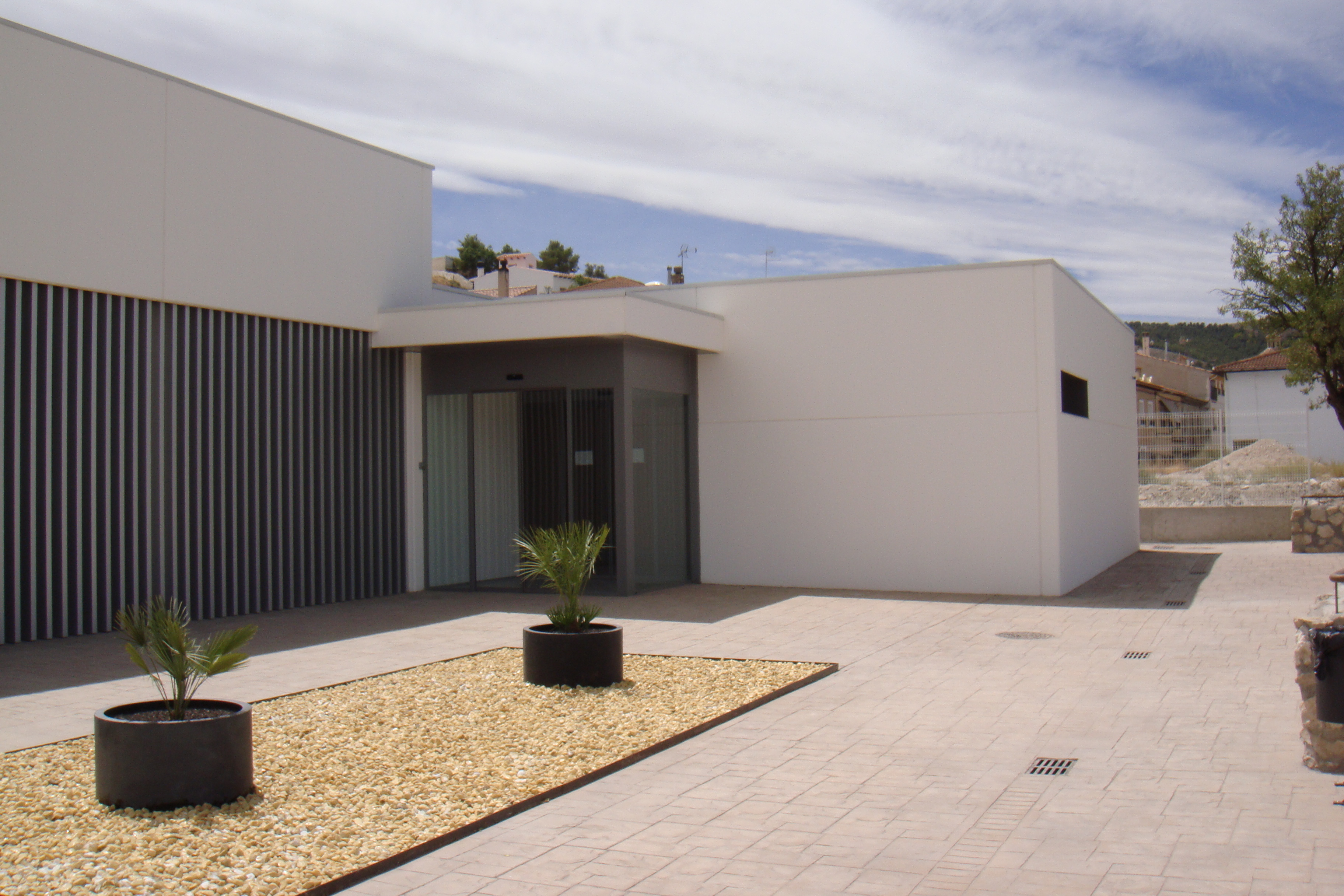
Acceso principal.
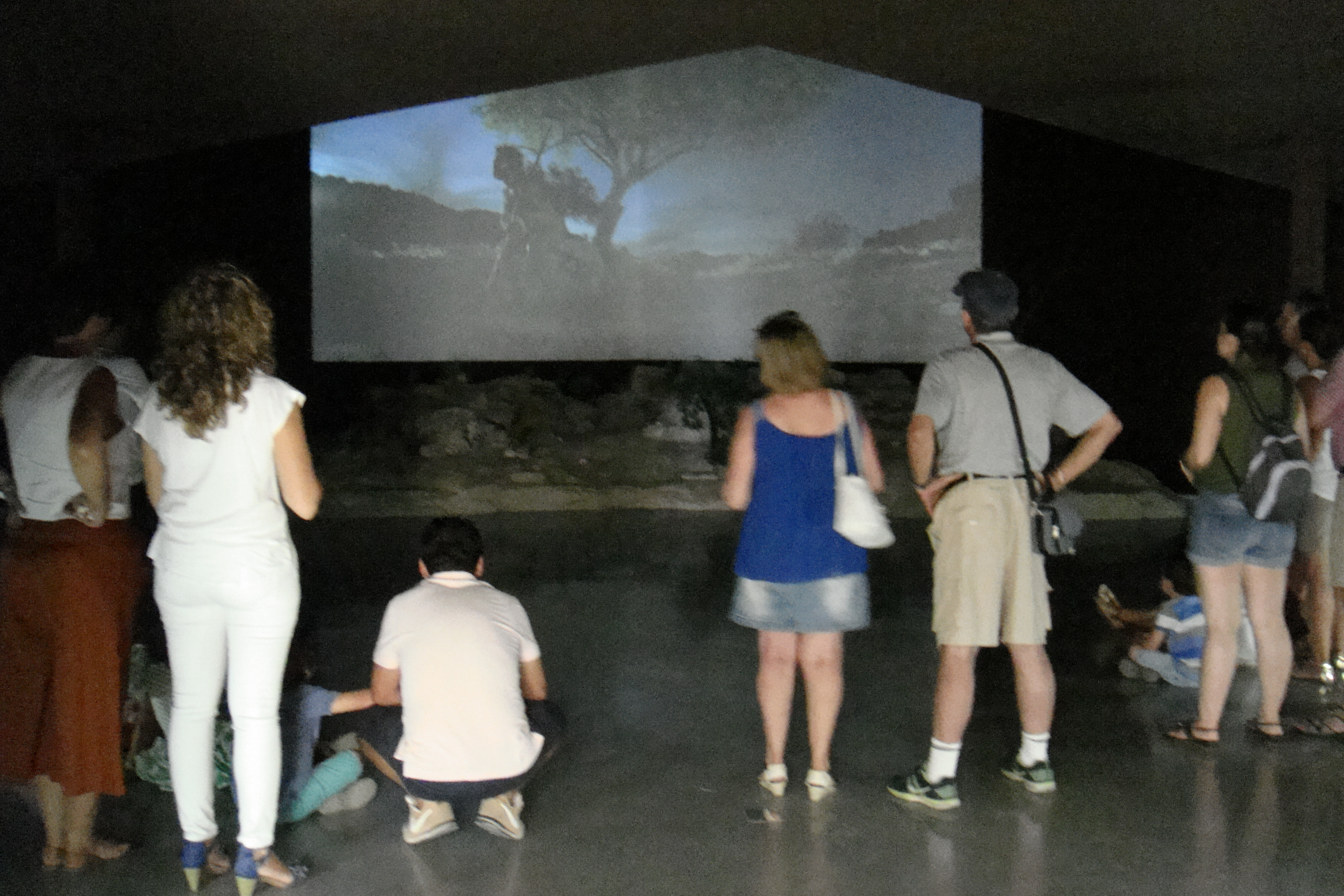
Sala del audiovisual.
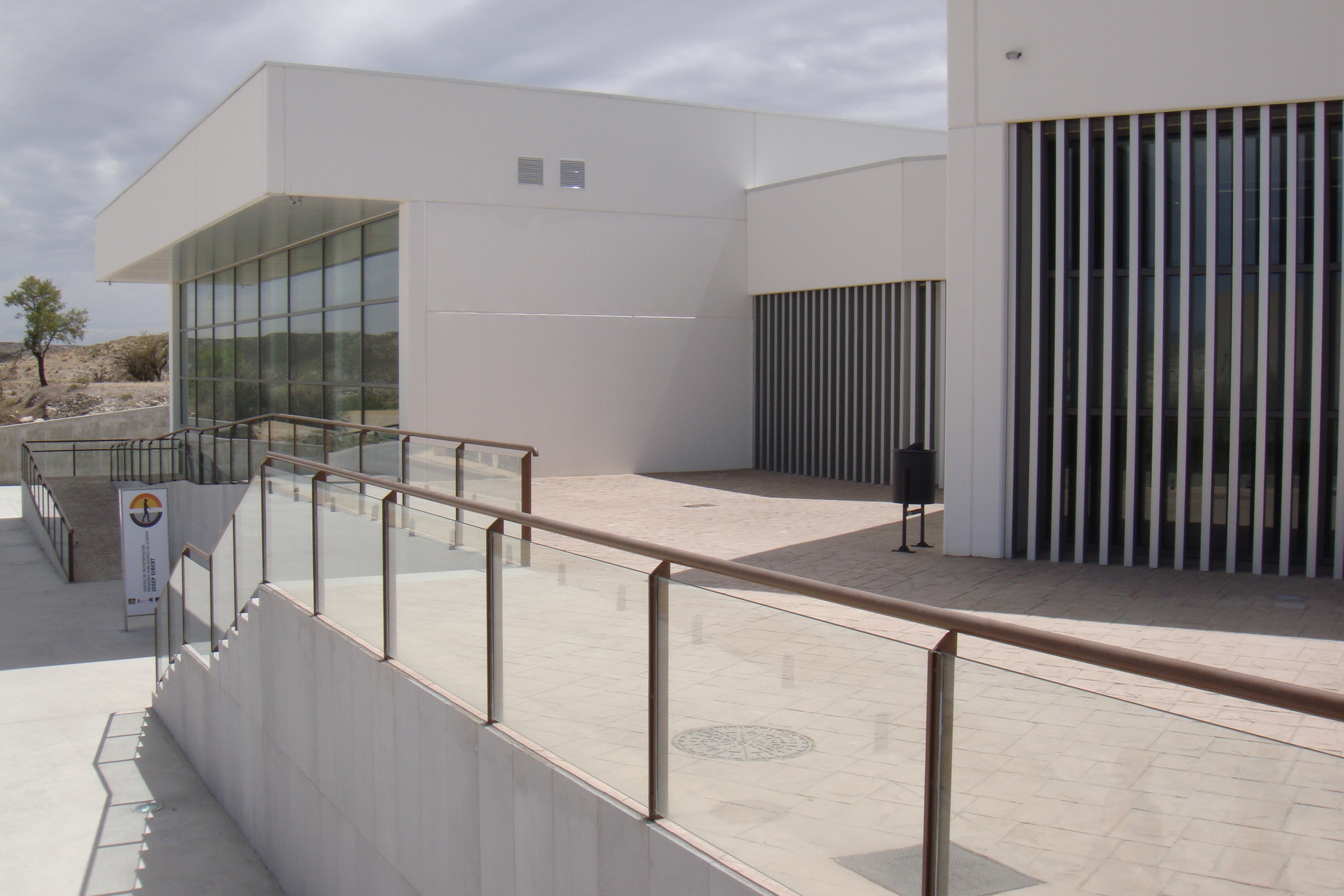
Al fondo, pabellón de investigadores.
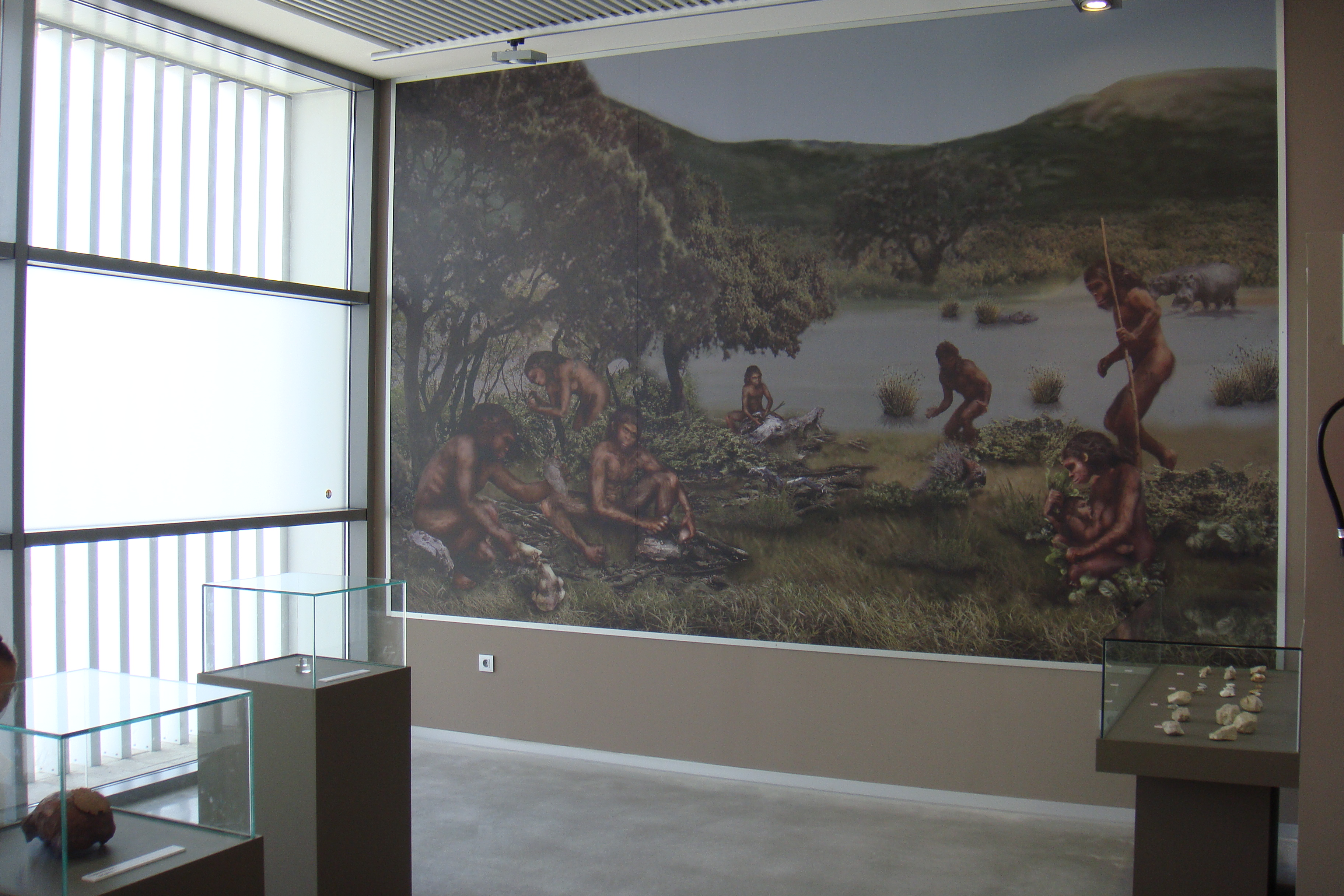
Zona de los homínidos.
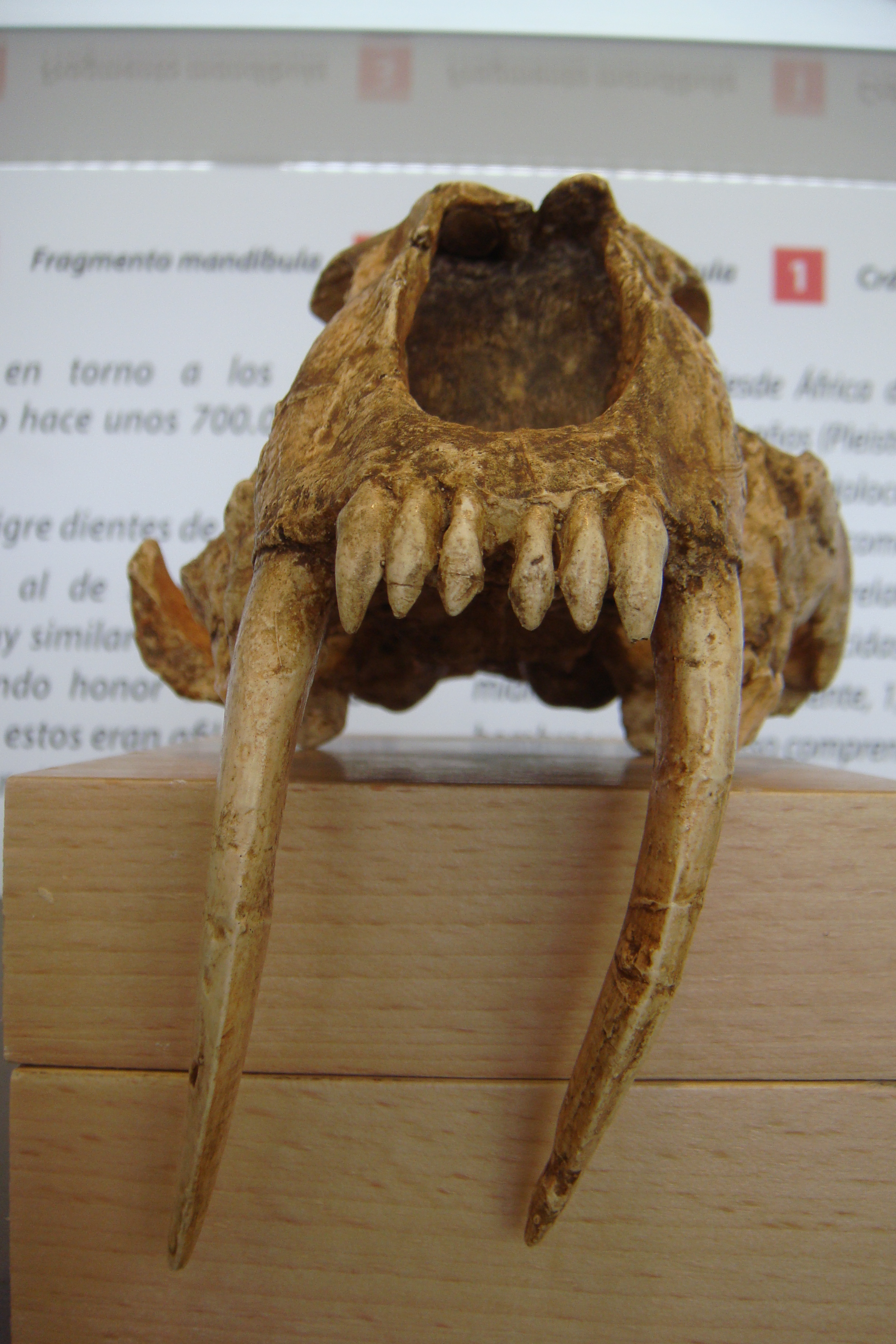
Homotherium latidens